# Ā̱
Ā̱ (minuscule : ā̱), appelé A macron macron souscrit, est une lettre latine utilisée dans l’écriture du kiowa.

## Utilisation
En kiowa écrit avec l’orthographe McKenzie, le ‹ Ā̱, ā̱ › représente le même son que la lettre A, le macron souscrit indiquant la nasalisation et le macron suscrit indiquant une voyelle longue.

## Représentations informatiques
Le A macron macron souscrit peut être représenté avec les caractères Unicode suivants : 
- composé et normalisé NFC (latin étendu A, diacritiques) :

| formes    | représentations | chaînes de caractères | points de code | descriptions                                                 |
| --------- | --------------- | --------------------- | -------------- | ------------------------------------------------------------ |
| capitale  | Ā̱               | Ā◌̱                    | U+0100 U+0331  | lettre majuscule latine a macron diacritique macron souscrit |
| minuscule | ā̱               | ā◌̱                    | U+0101 U+0331  | lettre minuscule latine a macron diacritique macron souscrit |

- décomposé et normalisé NFD (latin de base, diacritiques) :

| formes    | représentations | chaînes de caractères | points de code       | descriptions                                                             |
| --------- | --------------- | --------------------- | -------------------- | ------------------------------------------------------------------------ |
| capitale  | Ā̱               | A◌̱◌̄                   | U+0041 U+0331 U+0304 | lettre majuscule latine a diacritique macron souscrit diacritique macron |
| minuscule | ā̱               | a◌̱◌̄                   | U+0061 U+0331 U+0304 | lettre minuscule latine a diacritique macron souscrit diacritique macron |